# ジャイアントショベルノーズレイ
ジャイアントショベルノーズレイ (学名：Glaucostegus typus、英名：common shovelnose ray、giant shovelnose ray、giant guitarfish）は、インド洋から西太平洋にかけて分布するノコギリエイ目ミナミサカタザメ科のエイの一種。

## 分布・生態
インドから東シナ海、ソロモン諸島、オーストラリア北部に至るインド太平洋中央部に分布する。
マングローブ、河口を含む少なくとも100 m以浅の浅い沿岸地域に生息し、淡水域の個体群も知られる。エビやカニなどの甲殻類を捕食する。

## 形態
全長は最大2.7 m。背面は灰褐色から黄褐色で、吻部はより色が薄い。仔エイは全長40 cm程度で生まれ、全長150 - 180 cmで性成熟する。本種の色覚に関する実験が行われ、これは板鰓類の色覚を正確に確かめた最初の実験であった。

## 人との関わり
釣り人に人気のゲームフィッシュ。太平洋中部では食用に漁獲されており、肉、ひれ、皮、軟骨が利用される。日本では、海遊館などで飼育されている。